# پدوم‌آباد
پدوم‌آباد ، روستایی از توابع بخش هنزا شهرستان رابر در استان کرمان ایران است.

## جمعیت
این روستا در دهستان جواران قرار دارد و براساس سرشماری مرکز آمار ایران در سال ۱۳۸۵، جمعیت آن ۹۷ نفر (۲۲خانوار) و براساس سرشماری مرکز آمار ایران در سال ۱۳۹۵، جمعیت آن ۲۱۷ نفر (۷۷ خانوار) بوده‌است.